# Frank Bliss
Frank Bliss (* 21. März 1956 in Bonn) ist ein deutscher Ethnologe und Islamwissenschaftler.

## Leben
Bliss ist Professor für Ethnologie an der Universität Hamburg und Senior Research Fellow am Institut für Entwicklung und Frieden (INEF) der Universität Duisburg-Essen; außerdem ist er Vorsitzender der Arbeitsgemeinschaft Entwicklungsethnologie (AGEE), des Zusammenschlusses der in der Entwicklungszusammenarbeit tätigen oder in diesem Bereich forschenden Ethnologen in Deutschland. Er ist seit 2011 Mitglied im Innovationsbeirat des Bundesministeriums für wirtschaftliche Zusammenarbeit und Entwicklung (BMZ).
Seit 1991 ist er Mitinhaber des entwicklungspolitischen Beratungsbüros Bliss&Gaesing – Associated Consultants mit Schwerpunkt in der Planung, Durchführung und Evaluation von Entwicklungsvorhaben, u. a. für das BMZ, die Weltbank, die Asian Development Bank sowie deutsche und internationale Nichtregierungsorganisationen, spezialisiert auf sozioökonomische und soziokulturelle Fragestellungen, Gender-Gerechtigkeit in der Entwicklungszusammenarbeit sowie Bevölkerungsbeteiligung (Partizipation).
Seine Forschungsarbeiten zwischen 1979 und 1988 beschäftigten sich mit ethnographischen Grundlagen sowie sozialem und wirtschaftlichem Wandel in der westlichen Wüste Ägyptens (arabisch: Sahara al Gharbiya), 1988 nach der Hungerkrise in Darfur (Republik Sudan) über Aufbaupotentiale und seit 1995 in Zentralasien (Kirgisistan und Tadschikistan), vor allem zur Mitwirkung von zivilgesellschaftlichen Organisationen in der nationalen und regionalen Entwicklungsplanung.

## Publikationen (Auszug)
- 1998: Artisanat et artisanat d’art dans les oasis du désert occidental égyptien. Veröffentlichungen des Frobenius-Instituts. Köln.
- 1998: Siwa – Die Oase des Sonnengottes. Leben in einer ägyptischen Oase vom Mittelalter bis in die Gegenwart (= Die ägyptischen Oasen. Band 1). Bonn.
- 2006: Oasenleben. Die ägyptischen Oasen Bahriya und Farafra in Vergangenheit und Gegenwart. Die ägyptischen Oasen Band 2. Bonn.
- 2006: Social and economic Change in the Pamirs (Gorno-Badakhshan, Tajikistan). (Routledge/Curzon Press) London.
- 2011: Trinkwasser für Mayo Kebbi. Ein Projekt der deutschen Kooperation mit dem Tschad. Bad Honnef.
- 2014: (mit Stefan Neumann) Entwicklungsplanung und Bevölkerungsbeteiligung in Zentralasien. Die Beispiele Kirgisische Republik und Tadschikistan (= Beiträge zur Partizipationsdiskussion. Band 2). Bonn.
- 2021: Armutsbekämpfung durch Entwicklungszusammenarbeit: Anspruch – Wirklichkeit – Perspektiven. Wiesbaden.

| Personendaten    | Personendaten                                |
| ---------------- | -------------------------------------------- |
| NAME             | Bliss, Frank                                 |
| KURZBESCHREIBUNG | deutscher Ethnologe und Islamwissenschaftler |
| GEBURTSDATUM     | 21. März 1956                                |
| GEBURTSORT       | Bonn                                         |